# Alphonse Aréola
Alphonse Aréola (Parijs, 27 februari 1993) is een Frans voetballer van Filipijnse afkomst die dienstdoet als doelman. Hij stroomde in 2012 door vanuit de jeugd van Paris Saint-Germain. Aréola debuteerde in 2018 in het Frans voetbalelftal. In juli 2021 vertrok Aréola op huurbasis voor een seizoen naar West Ham United.

## Clubcarrière

### Paris Saint-Germain
Aréola kwam in zijn jeugd uit voor ES Petits Anges (1999–2006), Paris Saint-Germain (2006–2012) en Clairefontaine (2008–2009). Aréola maakte zijn debuut voor Paris Saint-Germain op 18 mei 2013 in de zevenendertigste speelronde van seizoen 2012/13 tegen Stade Brest. Hij viel net na rust in voor Salvatore Sirigu bij een 3–0 stand.

#### RC Lens
In het seizoen 2013/14 werd Aréola verhuurd aan Lens. Lens werd dat seizoen tweede in de Ligue 2 en promoveerde daarmee naar de Ligue 1. Areola had hier een groot aandeel in met 12 clean sheets en slechts 31 tegendoelpunten in 35 wedstrijden. De prestaties van Areola leverde hem de Ligue 2 Doelman van het jaar-prijs op en een plek in het Team of the Season. Hij kreeg ook de prijs voor Eurosport revelatie van het jaar, waarmee hij onder meer N'Golo Kanté achter zich liet.

#### SC Bastia
Het seizoen erop kreeg Areola de kans om zich te bewijzen in de Ligue 1, bij SC Bastia als de opvolger van de gestopte Mickaël Landreau. Hij maakte op 9 augustus in het 3-3 gelijkspel met Olympique Marseille zijn debuut voor de club. Hij speelde dat seizoen 39 wedstrijden voor Bastia en  eindigde met 13 clean sheets en een twaalfde plek in de Ligue 1. Bovendien bereikte Bastia de finale van de Coupe de la Ligue, waarin Areola met 4-0 verloor van zijn eigenlijke werkgever PSG.

#### Villarreal
Op 17 juni werd Areola voor een jaar verhuurd aan Villarreal, waar eerste keeper Sergio Asenjo een ernstige blessure had opgelopen. Areola maakte in de openingswedstrijd zijn debuut voor Villarreal in een 1-1 gelijkspel met Real Betis. Hij liet dat seizoen slechts 26 goals door in 37 wedstrijden: iets waarin alleen Jan Oblak van Atlético Madrid en Claudio Bravo van FC Barcelona hem overtroffen. Ook brak hij het clubrecord van 615 minuten zonder tegendoelpunten, wat eerst in handen was van Diego López. Areola kwam tot 620 minuten, alvorens hij gepasseerd werd in het duel met UD Las Palmas. Verder maakte hij zijn debuut in de UEFA Europa League, waar Villarreal in de achtste finale door uiteindelijke finalist Liverpool werd verslagen.

#### Terug bij PSG
Door zijn succesvolle periode bij Villarreal, werd Areola het jaar erop tweede keeper van PSG achter Kevin Trapp. Op 13 september speelde hij zijn eerste wedstrijd dat seizoen voor PSG in de Champions League-wedstrijd tegen Arsenal. Daarna werd hij eerste keeper en na acht wedstrijden had hij vier clean sheets. Daarna ontstond echter een terugval in vorm, waardoor hij weer werd voorbij gestreefd door Trapp.
In april 2017 zag Areola vanaf de bank hoe PSG met 4-1 won van AS Monaco in de finale van de Coupe de la Ligue. Een maand later mocht Areola wel starten in de finale van de Coupe de France tegen Angers, die met 1-0 gewonnen werd door PSG. Op 29 juli 2017 stond Areola in de basis tijdens de strijd om de Trophée des Champions, die met 2-1 gewonnen werd van Monaco. Areola was dat seizoen de onbetwiste nummer één. Met hem in de goal kreeg PSG in de eerste vijf wedstrijden in de Champions League slechts één goal tegen, terwijl het zelf 24 keer scoorde. Dit was een record. Op 15 april 2018 stond Areola in de goal toen PSG regerend landskampioen AS Monaco met 7-1 versloeg en daarmee kampioen van de Ligue 1 werd. Met de winst van de twee bekercompetities won PSG dat jaar de treble. 
Met de komst van Gianluigi Buffon van Juventus werd Areola het seizoen erop weer tweede keeper. Hij speelde op 21 april 2019 zijn honderdste wedstrijd voor PSG op dezelfde dag dat de club opnieuw van kampioen van Frankrijk werd.

#### Real Madrid
In het seizoen 2019/20 werd Aréola voor een seizoen verhuurd aan Real Madrid in een ruildeal met Keylor Navas, die de omgekeerde route bewandelde. Hij maakte op 2 september 2019 zijn debuut voor Real Madrid tegen Osasuna (2-0 overwinning). Toch was hij voornamelijk reservekeeper achter Thibaut Courtois. Hij speelde negen wedstrijden dat seizoen en won met Real de Primera División.

#### Fulham
In september 2020 werd Aréola vervolgens voor een seizoen verhuurd aan het naar de Premier League gepromoveerde Fulham met een optie tot koop. Hoewel Fulham dat seizoen degradeerde naar de Championship, werd Areola uitgeroepen tot Speler van het seizoen door de supporters.

### West Ham United
In juli 2021 raakte bekend dat Aréola opnieuw voor een seizoen werd verhuurd door PSG, ditmaal aan West Ham United. Daar was hij tweede keeper achter Lukasz Fabianski, maar speelde hij wel alle wedstrijden in de beker en de Europese competities. Het seizoen erop nam West Ham Areola definitief over van PSG. Hij tekende in Londen een contract tot de zomer van 2027.

## Clubstatistieken
| Seizoen         | Club                | Competitie       | Competitie | Competitie | Beker | Beker | Internationaal | Internationaal | Totaal | Totaal |
| Seizoen         | Club                | Competitie       | Wed.       | Dlp.       | Wed.  | Dlp.  | Wed.           | Dlp.           | Wed.   | Dlp.   |
| --------------- | ------------------- | ---------------- | ---------- | ---------- | ----- | ----- | -------------- | -------------- | ------ | ------ |
| 2012/13         | Paris Saint-Germain | Ligue 1          | 2          | 0          | 0     | 0     | 0              | 0              | 2      | 0      |
| 2013/14         | → Lens              | Ligue 2          | 35         | 0          | 1     | 0     | 0              | 0              | 36     | 0      |
| 2014/15         | → Bastia            | Ligue 1          | 36         | 0          | 4     | 0     | 0              | 0              | 40     | 0      |
| 2015/16         | → Villarreal        | Primera División | 32         | 0          | 0     | 0     | 5              | 0              | 37     | 0      |
| 2016/17         | Paris Saint-Germain | Ligue 1          | 15         | 0          | 6     | 0     | 6              | 0              | 27     | 0      |
| 2017/18         | Paris Saint-Germain | Ligue 1          | 34         | 0          | 1     | 0     | 8              | 0              | 43     | 0      |
| 2018/19         | Paris Saint-Germain | Ligue 1          | 21         | 0          | 7     | 0     | 3              | 0              | 31     | 0      |
| 2019/20         | Paris Saint-Germain | Ligue 1          | 3          | 0          | 1     | 0     | 0              | 0              | 4      | 0      |
| 2019/20         | → Real Madrid       | Primera División | 4          | 0          | 3     | 0     | 2              | 0              | 9      | 0      |
| 2020/21         | → Fulham            | Premier League   | 36         | 0          | 1     | 0     | 0              | 0              | 37     | 0      |
| 2021/22         | → West Ham United   | Premier League   | 1          | 0          | 6     | 0     | 11             | 0              | 18     | 0      |
| 2022/23         | West Ham United     | Premier League   | 5          | 0          | 3     | 0     | 15             | 0              | 23     | 0      |
| 2023/24         | West Ham United     | Premier League   | 31         | 0          | 1     | 0     | 1              | 0              | 33     | 0      |
| Carrière totaal | Carrière totaal     | Carrière totaal  | 255        | 0          | 34    | 0     | 51             | 0              | 340    | 0      |

Bijgewerkt op 14 augustus 2024.

## Interlandcarrière
Aréola heeft Frankrijk op meerdere jeugdniveaus vertegenwoordigd. In 2013 won hij met Frankrijk –20 het wereldkampioenschap voetbal onder 20 in Turkije, door in de strafschoppenreeks twee strafschoppen van de Uruguayanen Emiliano Velázquez en Giorgian De Arrascaeta te stoppen. Met Frankrijk onder 21 speelde Aréola tien interlands. Tijdens het wereldkampioenschap voetbal 2018 maakte Aréola deel uit van de Franse selectie en won met deze ploeg de wereldtitel. Hij werd op 16 mei 2024 door Didier Deschamps opgenomen in de Franse selectie voor het EK 2024 in Duitsland, maar kwam op het toernooi niet in actie. Frankrijk overleefde een groep met Oostenrijk, Nederland en Polen en schakelde vervolgens België en Portugal uit, maar verloor in de halve finales met 2–1 van Spanje.

## Erelijst
| Competitie                    |                     |                           |                     |                     |
| Competitie                    | Aantal              | Jaren                     |                     |                     |
| Paris Saint-Germain           | Paris Saint-Germain | Paris Saint-Germain       | Paris Saint-Germain | Paris Saint-Germain |
| ----------------------------- | ------------------- | ------------------------- | ------------------- | ------------------- |
| Ligue 1                       | 3x                  | 2012/13, 2017/18, 2018/19 |                     |                     |
| Coupe de France               | 1x                  | 2016/17                   |                     |                     |
| Coupe de la Ligue             | 1x                  | 2016/17                   |                     |                     |
| Trophée des Champions         | 2x                  | 2017, 2019                |                     |                     |
| Real Madrid                   |                     |                           |                     |                     |
| Primera División              | 1x                  | 2019/20                   |                     |                     |
| Supercopa de España           | 1x                  | 2019/20                   |                     |                     |
| West Ham United               |                     |                           |                     |                     |
| UEFA Europa Conference League | 1x                  | 2022/23                   |                     |                     |
| Frankrijk –20                 |                     |                           |                     |                     |
| FIFA WK onder 20              | 1x                  | 2013                      |                     |                     |
| Frankrijk                     |                     |                           |                     |                     |
| FIFA WK                       | 1x                  | 2018                      |                     |                     |